# Galántha és Vidéke
A Galántha és Vidéke egy regionális, társadalmi, irodalmi és gazdasági hetilap volt a Magyar Királyságban. Neufeld Sámuel alapította Galántán. Első lapszáma 1892. március 27-én jelent meg 800 példányban. Főszerkesztője kezdetben Fuchs Ignác volt. Kiadásának első évében néhány hónapos fennállását követően az anyagi támogatások hiánya miatt 1892 augusztusában ideiglenesen megszűnt. Alapítója 1896-ban indította újra, aki ekkor a főszerkesztői tisztséget is átvette. A hetilapot változó terjedelemben a hét végén jelentették meg. Előfizetőinek állandósulása után példányszáma 250 és 300 között mozgott. Naptári melléklete, a Galántai Naptár 1901-től jelent meg. Az első világháború kitörésekor a lap megszűnt, utolsó lapszáma 1914. július 31-én jelent meg.